# La valle dei giganti
La valle dei giganti (Valley of the Giants) è un film del 1938 diretto da William Keighley.
È un film d'avventura statunitense con Wayne Morris, Claire Trevor e Frank McHugh. È basato sul romanzo del 1918  The Valley of the Giants di Peter B. Kyne.

## Produzione
Il film, diretto da William Keighley su una sceneggiatura di Seton I. Miller e Michael Fessier e un soggetto di Peter B. Kyne, fu prodotto da Louis F. Edelman per la Warner Bros. e girato a Eureka e a Orick, California, dal 18 aprile a metà giugno del 1938.

### Colonna sonora
- Bedelia -  musica di Jean Schwartz,  parole di William Jerome,  cantata dall'ubriaco
- Creole Belles -  musica di J. Bodewalt Lampe
- A Bird in a Gilded Cage (1900) -   musica di Harry von Tilzer,  parole di Arthur J. Lamb,  cantata da Jerry Colonna

## Distribuzione
Il film fu distribuito con il titolo Valley of the Giants negli Stati Uniti dal 17 settembre 1938 al cinema dalla Warner Bros.
Altre distribuzioni:
- in Finlandia il 27 novembre 1938 (Jättiläisten laakso)
- in Francia il 26 gennaio 1939 (La vallée des géants)
- in Messico il 16 febbraio 1939 (El valle de los gigantes)
- in Svezia il 20 febbraio 1939 (Jättarnas dal)
- in Portogallo il 13 giugno 1942 (O Vale dos Gigantes)
- negli Stati Uniti l'8 maggio 1948 (redistribuzione)
- in Germania il 22 agosto 1998 (Im Tal der Giganten, in TV)
- in Italia (La valle dei giganti)
- in Belgio (La vallée des géants)
- in Grecia (I koilas ton giganton)
- in Danimarca (Kæmpernes dal)
- in Brasile (Vale dos Gigantes)